# Hwang
Hwang es un apellido coreano. Hwang deriva del apellido chino Huang. Hoy en día, el apellido constituye aproximadamente el 1,4% de la población coreana. El censo de Corea del Sur en el año 2000 encontró que hubo 644.294 Hwangs con más de 68 clanes familiares bon-gwan, convirtiéndolo en apellido más común en el país. Además, se estima que hay más 29,410,000 personas cuyos apellidos son las variaciones de Huang, incluyendo el coreano Hwang y el vietnamita Hoang alrededor del mundo. El carácter chino o Hanja para Hwang indica «amarillo,» «oro,» o «azufre.»

## Bon-gwan
En el sistema de clan tradicional de Corea, que sigue siendo la base del sistema de registro familiar en Corea del sur, cada clan se distingue por su bon-gwan (본관, 本貫). Cada bon-gwan en Corea origina a partir del establecimiento de progenitor de clan, que puede explicarse como el hogar tradicional del primer antepasado masculino de la familia clan. En Corea, un apellido incluye típicamente muchos distintos bon-gwan, que conduce al último nombre convirtiéndose en una designación de paraguas amplio que involucra numerosos clanes familiares. Por lo tanto, los individuos con ascendencia coreana pueden ser totalmente sin relación aunque sus apellidos son idénticos, dependiendo de su clan familiar o bon-gwan. En el lenguaje coreano, los bon-gwan se expresan antes del nombre de familia cuando sea necesario y a menudo implica el primer asentamiento de la familia progenitor como el nombre de bon-gwan. El apellido se conoce como el Ssi (씨-氏) en coreano. Esto arregla el nombre de cada clan familiar coreano bon-gwan ssi, o en otras palabras, clan de la familia - apellido.

## Historia de Hwang en Corea
El apellido coreano Hwang se origina a partir embajador diplomático de la Dinastía Han de China a Vietnam, llamado Hwang Rak (황락,黃洛). Hwang Rak se registra en el 28 d. C., por haber quedado perdido en el mar durante un viaje de China a Vietnam, y en vez de haber llegado en Corea durante la dinastía Silla. Hwang Rak llegó a un lugar en Corea llamado Pyeong-Hae (평해,平海), ubicado en la oriental provincia de GyeongSang-BukDo, como actualmente conocido en Corea del Sur. Al instalarse en Pyeong-Hae, Hwang Rak naturalizado como ciudadano de Silla y se convirtió en el primer progenitor del apellido Hwang (황) en Corea. Su tumba se encuentra en GulMi-Bong (봉, 峰), 423-8 BunJi, Kori-Ri, PyeongHae-Eub, WolJin-Kun, KyeongSang-BukDo, República de Corea, pero solo el altar de la tumba sigue siendo como un marcador. Antes de su muerte, Hwang-Rak tuvo tres hijos llamados Gab-Go (갑고,甲古), Eul-Go (을고,乙古) y Byung-Go (丙古), de mayor a menor. Gab-Go, su hijo mayor, se registra como haber permanecido en Pyeong-Hae, continuando el principal clan de la familia Pyeong-Hae. El segundo hijo, Eul-Go, se dice que ha dejado su casa y sue fue hacia el oeste y finalmente se instaló en Jang-Su, convirtiéndose en el primer progenitor del clan familiar de Hwang Jang-Su. El tercer y más joven hijo, Byun-Go, se dice que se ha asentado en Chang-Won, convirtiéndose en el primer progenitor del clan de la familia de Chang-Won Hwang. Estas migraciones de los dos hijos han resultado en los tres principales bon-gwan se creó bajo el nombre de la familia de Hwang.

## Los Hwangs de hoy
Hasta el día de hoy, las tres ramas principales de la familia Hwang, el Pyeong-Hae Hwang ssi (평해 황씨, 平 海 黃氏), el Jang-Su Hwang ssi (장수 황씨, 張 水 黃氏), y el Chang-Won Hwang ssi (창원 황씨, 昌 原 黃氏), siguen siendo una de las actualmente más de cincuenta y cinco (55) clanes familiares derivadas bajo el mismo nombre de la familia. De acuerdo con el censo de Corea del año 2000, había aproximadamente 137.150 Hwangs bajo la Pyeong-Hae (평해 황씨, 平 海 黃氏) clan, 146.575 Hwangs bajo el Jang-Su (장수 황씨, 張 水 黃氏) clan y 252.814 Hwangs bajo el Chang-Won (창원 황씨, 昌 原 黃氏) clan. Otros Bon-gwans notables, o clanes familiares, bajo el apellido Hwang son los Jae-Ahn (제안 황씨, 齊 安黃氏) clan con 2.752 miembros reportados, el Ooh-Joo (우주 황씨, 紆 州 黃氏) clan con 19.967 miembros, el Hoi-Deok (회덕 황씨, 懷德 黃氏) clan con 7.393 miembros,, la Sang-Joo (상주 황씨, 尙 州 黃氏) clan con 7.031 miembros, el Deok-San (덕산 황씨, 德 山 黃氏) clan con 3.364 miembros, y el Hang-Joo (항주 황씨, 杭州 黃氏) clan con 402 miembros, todo de acuerdo con el censo de Corea del Sur en el año 2000.